# Schloss Hohlstein

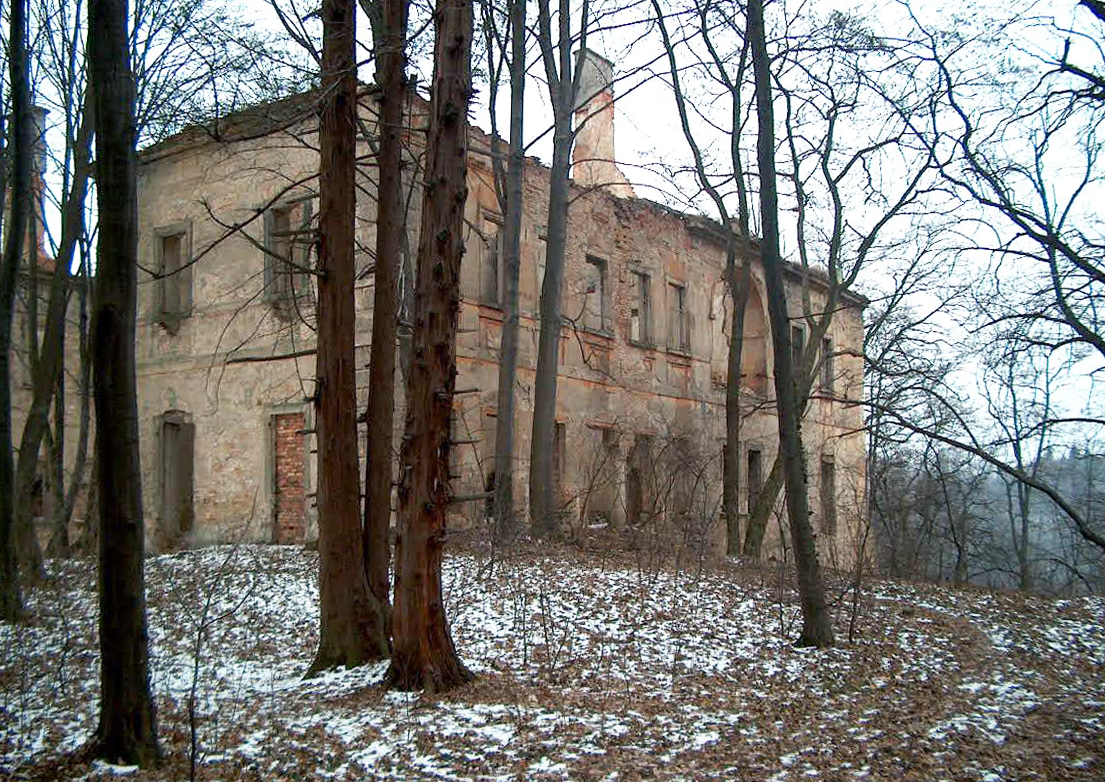
Schloss Hohlstein

Das Schloss Hohlstein (polnisch Pałac w Skale) ist die Ruine eines Schlosses in Skała (deutsch Hohlstein) in der Landgemeinde Lwówek Śląski (Löwenberg) im Powiat Lwówecki in der Woiwodschaft Niederschlesien in Polen.

## Geschichte
Das Dorf wurde 1347 erstmals urkundlich erwähnt, als es der Schweidnitzer Herzog Bolko II. an Seyfried von Reussendorf verschenkte. Der zugehörige Herrschaftssitz war eine Burg auf dem „hohlen Stein“, die vermutlich auf eine Befestigungsanlage zurückgeht, die 1385 der Löwenberger Familie Weidemann und 1401 bis 1406 dem Bernhard von Rechenberg gehörte. 1427 wurde die Burg während der Hussitenkriege zerstört. 1504 war die Burg im Besitz der Kopatsch, 1513 gelangte sie an Adam von Lest, der anstelle der Burg ein Schloss errichtete, das zum Stammsitz der Familie wurde. Um 1627 waren Burg und Herrschaft Hohlstein im Besitz der Grafen von Promnitz, denen in der ersten Hälfte des 18. Jahrhunderts die Grafen von Roedern folgten, die einen Umbau des Schlosses veranlassten. 1798 gelangte der Besitz an den Reichsgrafen Peter von Biron, Herzog von Kurland und Semgallen sowie von Sagan. Er hinterließ im Jahre 1800 Schloss Hohlstein mit dem zugehörigen Gut seiner Tochter Pauline von Sagan, die 1809 Theodor Körner auf ihrem Schloss beherbergte. Während der Befreiungskriege wurde das Schloss 1813 sowohl von den Preußen als auch den Franzosen als Hauptquartier benutzt.
1845 gelangten Schloss und Herrschaft Hohlstein an Paulines Sohn Konstantin von Hohenzollern-Hechingen. Nach dessen Tod 1869 fiel beides an die Fürsten von Hohenzollern-Hechingen.
Nach dem Übergang an Polen 1945 wurde das Schloss Teil einer Staatlichen landwirtschaftlichen Produktionsgenossenschaft und verfiel zur Ruine.

## Bauwerk
Im 17. Jahrhundert wurde das Schloss zur zweiflügeligen Anlage erweitert. An der Südostseite entstand ein risalitartiger Turmanbau mit Loggia. Ende des 17. Jahrhunderts wurde das Schloss um einen dritten Flügel erweitert. Die heutige Fassadengestaltung mit Ohrenrahmung der Fenster und einem Triglyphen-first unter dem Kreuzgesims stammt aus dem 19. Jahrhundert. Um das Jahr 1900 wurde das Schloss modernisiert.
Die Parkanlage gelangte überregionale Bedeutung und wurde im späten 18. Jahrhundert zunächst auf ein den Fels geschlagenen Steinterrassen angelegt und zu Beginn des 19. Jahrhunderts nach Westen und Süden erweitert. Im Park wurden seltene Pflanzen- und Baumarten angepflanzt, eine Grotte, eine Mooshütte, ein Teehaus und das Mausoleum „Luisentempel“ angelegt (derzeit Ruine). Durch das künstlerische Engagement von Fürst Friedrich Wilhelm Constantin von Hohenzollern-Hechingen erhielt das Schloss eine reiche Kunstsammlung.
Reste klassizistischer Stuckdecken und Fragmente von Sgraffitos zeugen vom Bauwerk im Stil der Renaissance. Der Garten wurde umfassend wiederhergestellt, das Schloss soll als Ruine erhalten bleiben.